# Condados da Croácia
Os condados ou jupanatos (em croata županija no singular e županije no plural) são a principal divisão político-administrativa da Croácia. Há um total de 21 condados, contando a cidade de Zagreb.
Cada uma destas entidades é governada por um zupano.

Mapa dos condados da Croácia

| Nº                   | Condado               | Nome oficial                    |  |
| Croácia Central      |                       |                                 |  |
| 1.                   | Condado de Zagreb     | Zagrebačka županija             |  |
| 2.                   | Krapina-Zagorje       | Krapinsko-zagorska županija     |  |
| 3.                   | Sisak-Moslavina       | Sisačko-moslavačka županija     |  |
| 4.                   | Karlovac              | Karlovačka županija             |  |
| 5.                   | Varaždin              | Varaždinska županija            |  |
| 6.                   | Koprivnica-Križevci   | Koprivničko-križevačka županija |  |
| 7.                   | Bjelovar-Bilogora     | Bjelovarsko-bilogorska županija |  |
| 20.                  | Međimurje             | Međimurska županija             |  |
| 21.                  | Cidade de Zagreb      | Grad Zagreb                     |  |
| Ístria, costa norte. |                       |                                 |  |
| 8.                   | Primorje-Gorski Kotar | Primorsko-goranska županija     |  |
| 9.                   | Lika-Senj             | Ličko-senjska županija          |  |
| 18.                  | Ístria                | Istarska županija               |  |
| Eslavônia            |                       |                                 |  |
| 10.                  | Virovitica-Podravina  | Virovitičko-podravska županija  |  |
| 11.                  | Požega-Eslavônia      | Požeško-slavonska županija      |  |
| 12.                  | Brod-Posavina         | Brodsko-posavska županija       |  |
| 14.                  | Osijek-Baranja        | Osječko-baranjska županija      |  |
| 16.                  | Vukovar-Syrmia        | Vukovarsko-srijemska županija   |  |
| Dalmácia             |                       |                                 |  |
| 13.                  | Zadar                 | Zadarska županija               |  |
| 15.                  | Šibenik-Knin          | Šibensko-kninska županija       |  |
| 17.                  | Split-Dalmácia        | Splitsko-dalmatinska županija   |  |
| 19.                  | Dubrovnik-Neretva     | Dubrovačko-neretvanska županija |  |

## Lista de condados
Condados que atualmente formam a Croácia, agrupados em regiões históricas e geográficas principais:
| Nº                  | Condado               | Nome croata                     | Área1           | População²      | Densidade³      | Capital         |
| Croácia Central     | Croácia Central       | Croácia Central                 | Croácia Central | Croácia Central | Croácia Central | Croácia Central |
| ------------------- | --------------------- | ------------------------------- | --------------- | --------------- | --------------- | --------------- |
| 1                   | Condado de Zagreb     | Zagrebačka županija             | 3.060           | 309.696         | 101,2           | Zagreb          |
| 2                   | Krapina-Zagorje       | Krapinsko-zagorska županija     | 1.229           | 142.432         | 115,9           | Krapina         |
| 3                   | Sisak-Moslavina       | Sisačko-moslavačka županija     | 4.448           | 185.387         | 41,7            | Sisak           |
| 4                   | Karlovac              | Karlovačka županija             | 3.626           | 141.787         | 39,1            | Karlovac        |
| 5                   | Varaždin              | Varaždinska županija            | 1.262           | 184.769         | 146,4           | Varaždin        |
| 6                   | Koprivnica-Križevci   | Koprivničko-križevačka županija | 1.748           | 124.467         | 71,2            | Koprivnica      |
| 7                   | Bjelovar-Bilogora     | Bjelovarsko-bilogorska županija | 2.640           | 133.084         | 50,4            | Bjelovar        |
| 20                  | Međimurje             | Međimurska županija             | 729             | 118.426         | 162,4           | Čakovec         |
| 21                  | Cidade de Zagreb      | Grad Zagreb                     | 641             | 779.145         | 1.215,5         |                 |
| Ístria, costa norte |                       |                                 |                 |                 |                 |                 |
| 8                   | Primorje-Gorski Kotar | Primorsko-goranska županija     | 3.588           | 305.505         | 85,1            | Rijeka          |
| 9                   | Lika-Senj             | Ličko-senjska županija          | 5.353           | 53.677          | 10,0            | Gospić          |
| 18                  | Ístria                | Istarska županija               | 2.813           | 206.344         | 73,4            | Pazin           |
| Eslavônia           |                       |                                 |                 |                 |                 |                 |
| 10                  | Virovitica-Podravina  | Virovitičko-podravska županija  | 2.024           | 93.389          | 46,1            | Virovitica      |
| 11                  | Požega-Eslavônia      | Požeško-slavonska županija      | 1.823           | 85.831          | 47,1            | Požega          |
| 12                  | Brod-Posavina         | Brodsko-posavska županija       | 2.030           | 176.765         | 87,1            | Slavonski Brod  |
| 14                  | Osijek-Baranja        | Osječko-baranjska županija      | 4.155           | 330.506         | 79,5            | Osijek          |
| 16                  | Vukovar-Syrmia        | Vukovarsko-srijemska županija   | 2.448           | 204.768         | 83,6            | Vukovar         |
| Dalmácia            |                       |                                 |                 |                 |                 |                 |
| 13                  | Zadar                 | Zadarska županija               | 3.646           | 162.045         | 44,4            | Zadar           |
| 15                  | Šibenik-Knin          | Šibensko-kninska županija       | 2.984           | 112.891         | 37,8            | Šibenik         |
| 17                  | Split-Dalmácia        | Splitsko-dalmatinska županija   | 4.540           | 463.676         | 102,1           | Split           |
| 19                  | Dubrovnik-Neretva     | Dubrovačko-neretvanska županija | 1.781           | 122.870         | 69,0            | Dubrovnik       |
| Total:              | Total:                | Total:                          | 56.594          | 4.437.460       | 78,4            |                 |

1 em km²

² Censo de 2001

³ Densidade demográfica em habitantes por km²

fonte: www.dzs.hr